# Raffaele Carlo Rossi
Raffaele Carlo Cardeal Rossi O.C.D. (28 de outubro 1876 — 17 de setembro de 1948) foi bispo de Volterra e mais tarde cardeal da Igreja Católica Romana.

## Vida
Raffaele Carlo Rossi entrou como um jovem na Ordem dos Carmelitas Descalços. Ele recebeu sua formação filosófica e teológica em casas de sua ordem em Roma e, em 21 de dezembro de 1901, recebeu o sacramento da ordem. Ele então trabalhou como palestrante em várias casas de estudo dos carmelitas.
Em 22 de abril de 1920, o Papa Bento XV o nomeou bispo de Volterra. Raffaele recebeu a sagração episcopal em 25 de maio do mesmo ano pelo cardeal Gaetano De Lai. Em 1923, o Papa Pio XI nomeou-o assessor da Congregação Consistorial (predecessora da Congregação para os Bispos) e arcebispo titular de Tessalônica. Em 30 de junho de 1930, Pio XI fê-lo cardeal-presbítero do titulus de Santa Praxedes no Colégio dos Cardeais. Em 4 de julho daquele ano, ele foi nomeado secretário da Consistorial. Apesar desses cargos, o cardeal Rossi procurou continuar a vida ascética dos Carmelitas Descalços. Após a morte de Pio XI, ele participou do conclave de 1939. Durante a Segunda Guerra Mundial, Rossi fez muitas ações de caridade, que foram financiadas principalmente pelas instituições papais POA e ONARMO.
Ele morreu em 17 de setembro de 1948, em Crespano del Grappa, e foi sepultado em Roma.